# 四草野生動物保護區
23°01′35″N 120°08′15″E / 23.026319°N 120.137481°E
四草野生動物保護區為臺灣依據《野生動物保育法》公告之野生動物保護區，位於臺南市安南區四草濕地。該保護區為候鳥遷徙的重要棲地，為高蹺鴴在臺灣的最大繁殖地點。該保護區在台江國家公園成立後，也被劃入國家公園的範圍之內。

## 保護區範圍
保護區包括臺南市安南區台17線以西的三個區域，包括在東北方的高蹺鴴繁殖區54.653公頃、東南方的鹽水溪河口東岸的北汕尾水鳥保護區337.3052公頃、西面的鹿耳門溪河口西岸的竹筏港水鳥保護區131.8898公頃，總面積達523.848公頃。